# Čukljenik, Niška Banja
Čukljenik (izvirno srbsko Чукљеник) je naselje v Srbiji, ki upravno spada pod Občino Niška Banja; slednja pa je del Niškega upravnega okraja.

## Demografija
V naselju, katerega izvirno (srbsko-cirilično) ime je Чукљеник, živi 240 polnoletnih prebivalcev, pri čemer je njihova povprečna starost 46,7 let (45,8 pri moških in 47,7 pri ženskah). Naselje ima 97 gospodinjstev, pri čemer je povprečno število članov na gospodinjstvo 2,96.
To naselje je popolnoma srbsko (glede na rezultate popisa iz leta 2002), a v času zadnjih treh popisov je opazno zmanjšanje števila prebivalcev.
|  |

| Demografija | Demografija     | Demografija     |
| Leto        | Št. prebivalcev | Št. prebivalcev |
| ----------- | --------------- | --------------- |
|             |                 |                 |
|             |                 |                 |
|             |                 |                 |
|             |                 |                 |
| 1948        | 562             |                 |
| 1953        | 576             |                 |
| 1961        | 518             |                 |
| 1971        | 473             |                 |
| 1981        | 358             |                 |
| 1991        | 318             | 316             |
| 2002        | 294             | 287             |
|             |                 |                 |

| Etnična sestava po popisu iz leta 2002 | Etnična sestava po popisu iz leta 2002 | Etnična sestava po popisu iz leta 2002 | Etnična sestava po popisu iz leta 2002 | Etnična sestava po popisu iz leta 2002 |
| -------------------------------------- | -------------------------------------- | -------------------------------------- | -------------------------------------- | -------------------------------------- |
| Srbi                                   | Srbi                                   |                                        | 287                                    | 100,0%                                 |
| Neznano                                | Neznano                                |                                        | 0                                      | 0,0%                                   |